# The Velvet Underground and Nico
 (mai 2018).
Si vous disposez d'ouvrages ou d'articles de référence ou si vous connaissez des sites web de qualité traitant du thème abordé ici, merci de compléter l'article en donnant les références utiles à sa vérifiabilité et en les liant à la section « Notes et références ».
Cet article concerne l'album. Pour le film, voir The Velvet Underground and Nico (film).
Albums de The Velvet Underground
White Light/White Heat
(1968)
The Velvet Underground & Nico (1967) est le premier album du groupe de rock américain The Velvet Underground, accompagné par la chanteuse Nico et produit par l'artiste Andy Warhol.

## Historique
Produit par Andy Warhol (le groupe jouait fréquemment au sein de la Factory), le Velvet Underground mené par Lou Reed et John Cale se voit adjoindre l'actrice et mannequin d'origine allemande Nico, autre recrue de la Factory (elle ne chante cependant que sur trois chansons de l'album, Femme Fatale, I'll Be Your Mirror (en), All Tomorrow's Parties ainsi que sur les chœurs de la dernière minute de Sunday Morning).
L'enregistrement de l'album se fait en quelques jours, du 16 au 23 avril 1966, dans un petit studio d'enregistrement de Broadway, en compagnie d'Andy Warhol, de Paul Morrisey et de Tom Wilson, avant le réenregistrement de certaines chansons. L'album, et en particulier sa chanson d'ouverture Sunday Morning, seront ensuite finalisés par le producteur Tom Wilson. L'enregistrement de l'album a lieu au cours d'une série de performances artistiques conçues par Warhol, l'Exploding Plastic Inevitable. Durant tout le mois d'avril 1966, le Velvet Underground se produit au Dom, sur St Mark's Place dans l'East Village. Le Velvet Underground habite à ce moment-là sur la troisième rue dans le West Village et joue tous les soirs au Dom, pendant que des films d'Andy Warhol sont simultanément projetés et que des artistes de la Factory interprètent des performances artistiques diverses (comme Gerard Malenga et sa danse du fouet), parfois à caractère masochiste. La dernière représentation de l'EPI a lieu en mai 1967 au club The Scene.
Le 12 mars 1967 le disque sort en 33 tours (quelques exemplaires privilégiés sont sortis en janvier 1967). L'échec commercial de cet « album à la banane » (baptisé ainsi pour sa fameuse pochette réalisée par Andy Warhol) ne l'empêchera pas de marquer l'histoire du rock.
Par la suite, le Velvet Underground se séparera de Nico et de la tutelle de Warhol, Lou Reed allant jusqu' à déclarer à Phil Milstein : « J'ai viré Warhol. » Le groupe se concentrera dans son second album White Light/White Heat sur l'exploration des pistes thématiques et formelles plutôt propres à des titres comme Heroin ou Venus in Furs, il est vrai déjà majoritairement représentées sur ce premier album.[pas clair]

## Caractéristiques artistiques

### Analyse du contenu
L'album se caractérise par l'alternance de ballades pop empreintes de mélancolie et de titres évoquant l'univers des drogues dures et des perversions sexuelles, souvent marqués par des expérimentations sonores avant-gardistes. Au mélancolique Sunday Morning (chanté par Lou Reed lui-même), qui ouvre l'album, succède ainsi I'm Waiting for the Man, au son nettement plus rêche, qui narre une transaction avec un dealer. De façon encore plus marquée, Femme fatale est immédiatement suivie de Venus in Furs, dont la thématique est proche mais cette fois traitée ouvertement sous l'angle d'une relation sadomasochiste (le titre de la chanson est d'ailleurs une référence directe à un roman de Sacher Masoch), soutenue par une ritournelle obsédante à l'alto électrique. La face B du vinyle commence avec Heroin, inspirée par l'écrivain Hubert Selby, morceau généralement considéré comme le sommet de l'album.[réf. nécessaire] Les paroles évoquent directement la prise de la drogue éponyme, de façon à la fois crue et poétique, tandis que la musique en restitue les sensations physiques : l'accélération progressive de la batterie figure la tachycardie induite par une piqûre d'héroïne, l'alto suggère l'afflux de sang au cerveau, etc.[réf. nécessaire] Toutefois, la chanson est sans illusion : la consommation d’héroïne se paie au prix fort, dans l’asservissement du drogué à la substance (« elle est ma vie, elle est ma femme »). Notons enfin I'll Be Your Mirror (en) où, sur une très douce mélodie, Nico chante la promesse narcissique faite en amour à l’être aimé, et European Son, morceau largement improvisé et dédié à Delmore Schwartz qui fut le mentor de Lou Reed. La chanson Femme Fatale, chantée aussi par Nico, était au départ écrite pour Edie Sedgwick (présente à la Factory et lors des performances de l'EPI). Il faut noter l'apport d'Andy Warhol à la composition de cet album, tout d'abord de par l'adjonction de Nico au groupe (contre les réticences de Lou Reed et John Cale qui ne souhaitent pas devenir un simple groupe d'accompagnement pour une chanteuse), puis par des conseils divers, comme des sujets d'écritures, des styles, ou bien encore la suggestion de rallonger la durée de certains morceaux.

### Pochette et disque
La pochette a été réalisée par Andy Warhol. Y est représentée une banane en autocollant, dont la symbolique phallique est renforcée par cette invitation « peel slowly and see », ce qui une fois fait (c'est-à-dire une fois l'autocollant enlevé) laisse voir une banane épluchée couleur chair. La complexité de cette pochette ne facilita pas sa fabrication par MGM Records. L'arrière de la pochette est composé de photographies des membres du groupe prises par Paul Morrissey et comprenait à l'origine une photographie du danseur Eric Emerson (une autre figure de la Factory) non autorisée par celui ci, ce qui entraina une poursuite en justice de la part de celui ci. Pour y parer, MGM Records masqua sa photographie par un autocollant portant l'inscription « The Velvet Underground and Nico produced by Andy Warhol » puis retira le disque des ventes pendant un temps, et le ressortit en juin 1967.
Il est à noter que le nom du groupe ne figure qu'au verso de la pochette, le seul nom qui figure au recto est celui d'Andy Warhol sous la banane, ce qui apporte à la confusion : à sa sortie beaucoup de gens pensèrent que l'album était chanté par Warhol.

## Parution et réception
A sa parution l'album est peu distribué et difficile à trouver, la complexité de la fabrication de la pochette et la poursuite en justice par Eric Emerson de la maison de disque n'aidant pas. Le contenu subversif des morceaux et leurs sonorités jugées trop crues font que l'album n'est pas diffusé à la radio. Malgré l'échec commercial à sa sortie, en février 1969, les ventes officielles seront de 58 476 exemplaires.
En raison notamment de ses thèmes en opposition aussi bien avec la morale publique qu'avec les thématiques en vogue à l'époque, mais aussi de ses expérimentations et innovations musicales, l'album connaît un échec commercial à sa sortie mais accédera plus tard au statut d’« œuvre culte », influençant plusieurs générations de groupes musicaux jusqu'à aujourd'hui. À en croire une formule célèbre (parfois attribuée à Brian Eno), « il n'y eut peut-être que mille personnes à avoir acheté l'album à sa sortie, mais chacune a formé un groupe ».
Aujourd'hui, cet album est considéré comme l'un des piliers majeurs du rock, occupant notamment la 23e place du classement des 500 plus grands albums de tous les temps établi en 2023 par le magazine Rolling Stone. Le Velvet Underground a lui-même été élu, notamment pour cet album, groupe le plus influent de tous les temps, devant les Beatles.[réf. nécessaire]
Selon le site Acclaimedmusic.net, l'album est 4e sur la liste des albums les plus acclamés par la critique dans l'histoire de la musique enregistrée.
Il est également cité dans l'ouvrage de référence de Robert Dimery Les 1001 albums qu'il faut avoir écoutés dans sa vie, et sur un très grand nombre de listes similaires.

## Liste des chansons
Toutes les chansons sont écrites et composées par Lou Reed, sauf mention contraire.
| 1. | Sunday Morning          | Lou Reed, John Cale | 2:54 |
| 2. | I'm Waiting for the Man |                     | 4:37 |
| 3. | Femme Fatale            |                     | 2:37 |
| 4. | Venus in Furs           |                     | 5:10 |
| 5. | Run Run Run (en)        |                     | 4:20 |
| 6. | All Tomorrow's Parties  |                     | 5:58 |

| 7.  | Heroin                            | Lou Reed                                               | 7:10 |
| 8.  | There She Goes Again (en)         | Lou Reed                                               | 2:38 |
| 9.  | I'll Be Your Mirror (en)          | Lou Reed                                               | 2:12 |
| 10. | The Black Angel's Death Song (en) | Lou Reed, John Cale                                    | 3:12 |
| 11. | European Son (en)                 | Lou Reed, John Cale, Sterling Morrison, Maureen Tucker | 7:46 |

## Personnel
- Lou Reed - chant, guitare
- John Cale - alto électrique, piano, basse
- Sterling Morrison - guitare, basse
- Maureen « Moe » Tucker - percussion
- Nico - chant
- Andy Warhol : production (sauf Sunday Morning), peinture ("Banane") pour la pochette
- Tom Wilson : supervision, producteur sur Sunday Morning